# Hypoponera schwebeli
Hypoponera schwebeli är en myrart som först beskrevs av Auguste-Henri Forel 1913.  Hypoponera schwebeli ingår i släktet Hypoponera och familjen myror. Inga underarter finns listade i Catalogue of Life.